# 330 North Wabash
330 North Wabash (auch bekannt als IBM Building) ist ein Wolkenkratzer mit einer Höhe von 212 Metern und 52 Etagen in Chicago, Illinois.
Der Entwurf des Gebäudes stammt von Ludwig Mies van der Rohe, der jedoch 1969 noch vor Baubeginn starb. Eine kleine Büste des Künstlers Marino Marini erinnert in der Eingangshalle an den Architekten. 330 North Wabash liegt an einem öffentlichen Platz mit Blick auf den Chicago River. Mit 212 Metern ist der Wolkenkratzer das zweithöchste Gebäude, welches von Mies van der Rohe entworfen wurde und gleichzeitig sein letztes in den USA.
Der Namensgeber des Gebäudes IBM hat dort mittlerweile keine Büros mehr, da es von IBM 1996 an die Blackstone Group verkauft wurde und die Firma den Umzug bis 2006 in das neue Hyatt Center in der Nähe von Union Station abschloss.